# Anoxia mavromoustaksi
Anoxia mavromoustaksi är en skalbaggsart som beskrevs av Miksic 1959. Anoxia mavromoustaksi ingår i släktet Anoxia och familjen Melolonthidae. Inga underarter finns listade i Catalogue of Life.